# Shispare
Der 7611 m hohe Shispare ist nach dem mehrgipfligen Batura Sar der zweithöchste Berg des Batura Muztagh, dem westlichsten Teilbereich des Karakorum in der autonomen Region Gilgit-Baltistan, den früheren pakistanischen Nordgebieten. Andere Namen dieses Berges sind Shispare Sar und Shisparé Sar.

## Lage

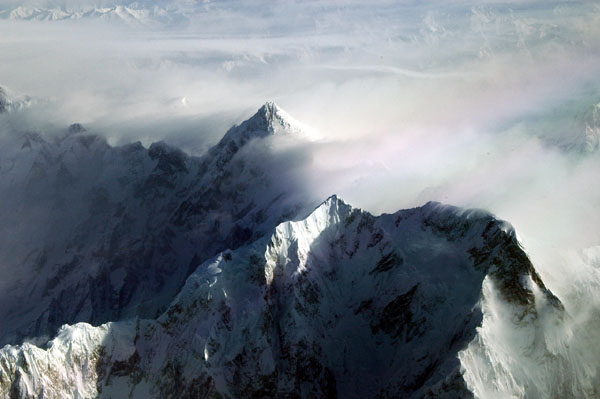
Shispare (Mitte hinten) von Südosten, Bojohagur Duanasir (Mitte vorne), Ultar Sar (Rechts vorne)

Der Shispare liegt östlich des Batura Sar. Er überragt die Westseite des Hunza-Flusses, der sich in einer langen Schleife, von der Südwestseite bis zur Nordwestseite des Batura Muztagh zieht. Südöstlich des Shispare liegen Ultar Sar und Bojohagur Duanasir.
Der Shispare überragt sein umliegendes Gelände ungewöhnlich weit. Zum Beispiel liegt die nahe gelegene Stadt Karimabad im Hunza-Tal auf 2060 m. Der Gipfel des Berges liegt nur 13 km Luftlinie entfernt, aber rund 5550 m höher. Wegen seiner Lage am Rand des Batura Muztagh befinden sich mehrere große Wasserfälle in seiner unmittelbaren Nähe. Der Shispare hat außerdem eine auffallend große und steile Nordostflanke, die zum Passugletscher hin abfällt.

## Besteigungsgeschichte
Das Bergsteigen begann im Batura Muztagh später als in anderen Teilen des Karakorum. Der Shispare war der erste Hauptgipfel der Berge, die 1974, durch die polnisch-deutsche Akademische Expedition unter Führung Janusz Kurczabs erfolgreich bestiegen wurden.
Der Aufstieg nahm 35 Tage in Anspruch. Während die Vorbereitungen für eine zweite Seilschaft und einen neuerlichen Aufstieg liefen, wurde der Expeditionsteilnehmer Heinz Borchers von einer Lawine getötet. Die Route der ersten Gruppe folgte dem Passugletscher bis zum Ostkamm, der an der Grenze zum Ghulkingletscher liegt. (Anzumerken ist, dass dieser Kamm zuerst südöstlich vom Gipfel führt, danach aber in Richtung Nordosten dreht und schließlich nach Osten ausläuft. Daher wird er in den Quellen teils als Südostkamm aber auch als Nordostkamm geführt.)
Auf Schwierigkeiten stieß die Seilschaft auf einem langen Eiskamm, dessen Überwindung ein 1500 m langes Fixseil benötigte.
Der nächste Versuch erfolgte 1989 durch eine japanische Expedition, die sich aus Mitgliedern des Ryukoku-Universitätsalpenklubs zusammensetzte und durch Masato Okamoto geführt wurde. Die Gruppe war fast zwei Monate am Berg, konnte den Gipfel aber in mehreren Versuchen nicht erreichen; ihr höchster Punkt war ungefähr auf 7200 m.
1994 erreichte eine durch Yukiteru Masui geführte japanische Gruppe vom Komono-Alpenklub, als vorläufig letzte Gruppe den Gipfel. Sie erreichten am 18. Juni das Basislager und Masui, Kokubu und Ozawa erreichten den Gipfel am 20. Juli. Sie folgten demselben Weg der bei der Erstbesteigung gewählt wurde und kletterten in einem ähnlichen Stil mit einem ähnlichen Betrag des Fixseiles.
Die Himalajaindextabellen listen keinen weiteren Besteigungsversuch auf.

## Klettern
Die erste Route zum Gipfel ist oben beschrieben. Es ist wahrscheinlich, dass jeder andere Aufstiegs-Weg eine ähnliche Schwierigkeit besitzt, das macht ihn zu einem hohen schwierigen Gipfel.

## Bücher/Druckschriften/Karten über Shispare
- High Asia: An Illustrated History of the 7000 Metre Peaks by Jill Neate, ISBN 0-89886-238-8
- Batura Mustagh (sketch map and pamphlet) by Jerzy Wala, 1988.
- Orographical Sketch Map of the Karakoram by Jerzy Wala, 1990. Published by the Swiss Foundation for Alpine Research.
- American Alpine Journal, 1975, pp. 215–216
- American Alpine Journal, 1990, pp. 294–295
- American Alpine Journal, 1995, pp. 295–296